# Mărime fizică vectorială
Mărimea fizică vectorială este acea mărime fizică care este complet definită atunci când se cunoaște valoarea numerică, unitatea de măsură și orientarea în spațiu (direcție și sens).